# Островская, Софья Казимировна
Со́фья Казими́ровна Остро́вская (1902, Москва — 19 апреля 1983, Ленинград) — русская писательница, переводчица и мемуаристка, сотрудница НКВД. Главным делом жизни, благодаря которому Софья Островская вошла в историю советской мемуаристики, является её «Дневник». Она вела его на протяжении первой половины XX века (с 1911 по 1953 год с перерывами). «Дневник» был опубликован в 2013 году и вызвал не только широкий общественный резонанс, но и внимание крупных учёных, таких как доктор филологических наук Ревекка Фрумкина, кандидат филологических и доктор философских наук Михаил Мейлах, кандидат исторических наук Лев Лурье, кандидат педагогических наук, старший научный сотрудник музея А. А. Ахматовой в Санкт-Петербурге Т. С. Позднякова, среди авторов публикаций в СМИ отметились журналистка газеты «Коммерсантъ» Анна Наринская и другие.
В течение своей жизни Софья Островская была близка с людьми, многие из которых получили широкую известность как учёные, литераторы и военачальники. Среди них писатель Е. Замятин, конструктор ракетной техники Б. С. Петропавловский, историк И. Гревс, генерал-майор Ф. Арутюнов, профессор-востоковед А. Калантар и другие. С 1944 по 1946 год Софья Островская была подругой российской и советской поэтессы Анны Ахматовой. В соответствии с современными исследованиями, Островская была осведомителем НКВД и осуществляла негласное наблюдение за ней.

## Биография

Семья Островских, 1910

Софья Островская родилась в состоятельной семье в Москве в 1902 году. Она стала первым ребёнком в семье Казимира Владиславовича Островского — московского купца 2-й гильдии — и Анастасии Францисковны Корчак-Михневич, которая принадлежала к польскому дворянскому роду. Вторым ребёнком от этого брака был родившийся в 1905 году мальчик Эдуард.  Он сильно отставал в развитии, а в конце жизни страдал серьёзным психическим заболеванием. Отец не любил сына и уделял всё своё внимание маленькой девочке, которая была способным и активным ребёнком — увлекалась танцами, игрой на фортепиано, свободно разговаривала по-французски.
Первым учебным заведением, в котором обучалась Софья Островская, была школа для девочек при римско-католической церкви святых апостолов Петра и Павла в Москве в Милютинском переулке. Островская проучилась в этой школе всего год (1910), а затем переехала с семьёй в Санкт-Петербург в связи с повышением отца. Он работал коммерческим директором, а затем директором-распорядителем Русско-американского акционерного металлического общества. Софья продолжила своё обучение в частной французской гимназии Люси Ревиль, располагавшейся на Ново-Исаакиевской улице. Островская успешно училась, свободное от гимназии время уделяла занятиям музыкой, чтению книг и газет, походам в театр.
В 1919 году Островская поступила на факультет общественных отношений исторического отделения III Петроградского университета, который позже вошёл в состав Петроградского государственного университета. Однако поскольку после революции и национализации заводов отца финансовое положение семьи ухудшилось, Софья приняла решение оставить учёбу и поступить на службу в народную милицию, чтобы помогать родителям. Островская была зачислена в командный состав Красной Армии по уголовному розыску. Впоследствии была признана специалистом по следственно-розыскному делу и получила назначение на должность начальника УГРО Мурманской железной дороги и Рыбинстройки. Островская отклонила предложение поступить в Чрезвычайную комиссию Волжского бассейна и Каспийского моря. Она не хотела оставлять мать с болезненным братом и попала под трибунал в связи с подозрением в халатности или хищении государственного имущества (19 банок консервов) (после непродолжительного заключения была оправдана).
Позднее Островская вернулась в Петроградский университет, на сей раз на юридическое отделение. В 1922 году Софья Островская совмещала учёбу со службой в Красной Армии (была лектором-преподавателем в Высшей воздухоплавательной школе). В этот период она была частым посетителем Дома литераторов, Дома Мурузи и Дома искусств, продолжала поддерживать общение с некоторыми своими бывшими товарищами — милиционерами и комиссарами, хотя уже не работала в следственно-розыскном отделе.
Отношения между родителями Островской были напряжёнными. Первоначально отец был для дочери кумиром. После пришедшего с возрастом осознания эгоизма отца по отношению к супруге Островская начала разочаровываться в нём. После ухода отца из семьи в 1925 году и разрыва с ним всех связей на плечи Софьи легло содержание семьи. Хорошее образование и знание нескольких иностранных языков (французского, польского, английского) позволило ей зарабатывать средства к существованию заказными переводами технических текстов. Островская также работала переводчиком в штате Гидрологического университета, но очень непродолжительное время. Она считалась переводчиком высокой квалификации, поэтому получала приглашения на международные конгрессы и конференции. Литературных заказов не было, что огорчало Островскую, потому что и проведение частных уроков (обучала французскому языку), и технические переводы её утомляли.
Казимира Островского арестовали в 1929 году по делу сотрудников Русского технического общества по обвинению в экономическом шпионаже и связях с расстрелянным несколько месяцев назад профессором П. И. Пальчинским. Софья Островская также два месяца провела в доме предварительного заключения; возможно, её арестовали в связи с делом отца. Затем, однако, она была освобождена. В марте 1935 года Софья была снова арестована — причины этого неизвестны. В конце Великой Отечественной войны Островская стала работать консультантом молодых авторов в газете «Ленинградская правда».
В 1960-х годах Островская начала слепнуть, позднее у неё выявили онкологическое заболевание в области гинекологии, от которого она и умерла 19 апреля 1983 года.

### Личность Островской
Софья Островская, по мнению доктора филологических наук Ревекки Фрумкиной, была человеком высокомерным и не склонным к глубоким и постоянным привязанностям. В своём дневнике она неоднократно подчёркивает, что выступает только как наблюдатель. Сострадание, по мнению Фрумкиной, не было свойственно натуре Островской.
При этом Островская всегда заботилась о своём младшем болезненном брате, относилась к нему, как к несчастному ребёнку, несмотря на разницу в возрасте всего в два года. Во время войны, когда Эдуарда призвали в армию, Софья переживала о нём и ждала его приезда домой. Но после возвращения из армии брат показался ей абсолютно другим человеком, и их взаимоотношения испортились.
Островская сочиняла стихи, романы, эссе. Она была творческим человеком, обладала амбициями непризнанного автора, верила, что в будущем войдёт в анналы советской литературы. Островская считала себя писателем и серьёзно относилась к своей литературной деятельности. Однако у неё была единственная публикация — статья в «Ленинградской правде», а её стихотворения, по мнению главного редактора «Радио Свобода» Дмитрия Волчека, были бесталанной графоманией. В то же время, с точки зрения филолога Полины Барсковой, честолюбие Островской не было совсем беспочвенным, учитывая незаурядность главного произведения её жизни.
Некоторое время Софья Островская увлекалась эзотерикой и спиритизмом. В целом же её мировоззрение, по мнению Т. С. Поздняковой, не было продиктовано никакими определёнными идеологиями; эстетические предпочтения Островской близки символизму.

### Личная жизнь
Софья Островская не была обделена мужским вниманием, в её окружении на всех этапах были как молодые, так и вполне зрелые люди, которые высоко ценили общение с ней. В их число входили отставной генерал-майор, бывший петербургский полицмейстер князь Ф. А. Арутюнов — в ранней юности, комиссар И. Артёмов, писатель Е. Замятин — в молодости (1921—1922 гг.), в 1930-е годы — крупный учёный, разработчик ракетной техники Б. С. Петропавловский, профессор-востоковед А. Калантар. При этом Островская так и не вышла замуж и не завела семьи. В кругу её общения были такие крупные фигуры, как историк И. Гревс, этнограф А. Миллер, географ Ю. Шокальский, писатель Г. Гор, переводчица Т. Гнедич, поэтесса Анна Ахматова, за которой Островская, вероятно, вела негласное наблюдение, являясь осведомителем НКВД. Наиболее близкой подругой Софьи была Мария Бакшис.
После ухода отца из семьи Островская познакомилась с Густавом Владимировичем Рейтцем, который в значительной мере заменил ей отца. Рейтц был главным врачом психиатрической больницы, изучал психическое здоровье гениев, ратовал за гуманные методы психиатрии, занимался парапсихологией. Для Островской он был психоаналитиком, психотерапевтом, исповедником. Родственники Островской относились к её общению с Густавом настороженно. Самой женщине зависимость от Рейтца временами становилась в тягость, однако все попытки избавиться от неё были тщетными, и она постоянно в нём нуждалась.
Современники отмечали такие черты Софьи Казимировны, как харизма, ум, эгоцентричность, эксцентричность. Островская умела очаровывать людей, каждому демонстрируя то, что могло ему импонировать: антисоветские настроения, бедность, истовую религиозность.

## Софья Островская и Анна Ахматова
С Анной Ахматовой Островская познакомилась в 1944 году. Они часто встречались на вечерах в Доме писателя, бывали друг у друга в гостях.
В дневнике Островской сохранились записи об Ахматовой, имеющие самый разный характер. Она записывает как размышления Ахматовой о жизни, так и брошенные ею реплики о балете, поэзии и каких-либо личностях (например, об А. Н. Толстом). Ахматова оказывала существенное влияние на жизнь Софьи Казимировны, чьё отношение к поэтессе было сложным и неоднозначным, сочетающим восторженную влюблённость и осторожную наблюдательность писателя. Об этом она писала в своём дневнике:

«…Видеть эту женщину мне всегда тревожно и радостно. Но радость какая-то причудливая, не совсем похожая на настоящую радость»— Софья Островская. Дневник, 28 сентября 1944 года
В свою очередь, Ахматова также была расположена к Островской, видела в ней спасение от одиночества. Софья Казимировна в начале их знакомства, в 1940-е годы, очаровала поэтессу, они сблизились. Однако Ахматова начала подозревать Островскую в негласном наблюдении за ней, и это, по словам заведующей научно-просветительским отделом музея А. Ахматовой Т. С. Поздняковой, привело к тому, что поэтесса не могла доверять Софье Казимировне, однако и не могла прекратить с ней общение, испытывая тягостную зависимость от неё.
В дневнике Островской отсутствуют записи о её деятельности в качестве агента спецслужб. Позднякова считает, что Островская в действительности была внедрена в окружение Ахматовой для ведения негласного наблюдения за ней. Мотивами её службы агентом наблюдения, по её мнению, могут быть любопытство, тяга к наблюдению за людьми с детства: за родителями, друзьями, учителями, любовь к этой деятельности, к интриге, авантюре.
С точки зрения кандидата филологических наук, доктора философии Михаила Мейлаха, если Островская и работала сотрудницей НКВД, то по причине всеобщей атмосферы страха. Он также заявляет, что до 1994 года никто не знал о тайной службе Островской и сам доверял ей без подозрений. О сотрудничестве Островской с НКВД заговорили лишь после доклада генерала КГБ Олега Калугина, в котором тот обнародовал агентурные донесения на Ахматову из архивов Большого дома. Записи Островской о поэтессе дословно совпадают или схожи с частью материалов оперативного досье. Например, в дневнике Островская пишет: «Ахматова заботится о своей политической чистоте» (запись от 28 сентября 1944 года), а в донесении написано: «Заботится о чистоте своего политического лица». Фрумкина находит это совпадение убедительным доказательством тайного наблюдения Островской за Ахматовой.
Однако ничего компрометирующего в записанных в дневнике Островской высказываниях не было, так как в разговорах на острые темы поэтесса никогда не теряла самоконтроля, понимая, что существует большая вероятность наличия в её окружении агентов секретных служб. Несмотря на подозрение, поэтессе импонировали ироничность и образованность Софьи Казимировны, а также собственная жизненная позиция, независимая от официальной идеологии. НКВД рассчитывал на одиночество и потребность Ахматовой в близком человеке, на её неосторожность.
Позднякова утверждала, что существует письменное свидетельство духовной близости между женщинами в первой половине 1946 года. Однако уже к осени их взаимоотношения были испорчены. В дневниковых записях Островской фиксируются недостатки поэтессы, чувствуются раздражение и недоброжелательность к ней. Позднякова предполагала, что это отношение к Ахматовой подсознательно связано для Софьи Казимировны со стремлением самооправдаться, а также с ослаблением привязанности к ней поэтессы. Мейлах же считает, что перемена в отношении Островской к Ахматовой, помимо отягощённой совести, связана с её старостью, смертельной болезнью и развивающимися на этом фоне общей мизантропией и скепсисом.
По утверждению М. Б. Мейлаха, репутация у Островской была двойственной. Она вошла в уже сформировавшийся круг друзей Ахматовой, но вызывала у окружения поэтессы подозрения в сотрудничестве с НКВД. Это относится к периоду до постановления (постановление Оргбюро ЦК ВКП(б) от 14 августа 1946 года «О журналах „Звезда“ и „Ленинград“»). Как только о постановлении стало известно, Островская тотчас же примчалась к Ахматовой «чуть ли не с цветами», а та захлопнула перед ней дверь. Ахматова ждала ареста и никого не принимала. Когда Ахматова поняла роль Островской в своей жизни, общение с ней было сведено к минимуму.
Присутствие Островской в жизни Ахматовой, по мнению Поздняковой, можно проследить в поздних литературных стихотворениях поэтессы: незавершённое «Лирическое отступление Седьмой элегии» 1958 года (другие названия этой элегии — «Последняя речь подсудимой»; «О молчании»), стихотворения «Из заветной тетради» конца июля 1960 года.
Проблеме взаимоотношений Софьи Островской и Анны Ахматовой посвятил статью «София Казимировна Островская — друг или оборотень?» исследователь творчества поэтессы и литератор М. М. Кралин. Кралин был знаком с Островской и даже, по его словам, «был с ней в дружеских отношениях». Он соотнёс записи С. К. Островской об А. Ахматовой в «Дневнике» за 1944—1946 годы с доносами того же времени на неё по публикации Олега Калугина. Завершая свою статью, Кралин делает вывод:

«…такова была эта женщина — одновременно и друг Анны Ахматовой, и её злейший недруг. Оборотень. Женщина с двойным дном. Когда-нибудь о Софье Казимировне Островской будет написана книга. Но я не жалею, что мне не придётся быть её читателем. С меня довольно и того, чему я был невольным свидетелем»— Михаил Кралин. София Казимировна Островская — друг или оборотень?

## «Дневник» Софьи Островской
«Дневник» Софьи Островской охватывает период 1911—1953 годов. Автор ведёт свой дневник последовательно, соблюдает хронологию, но есть большие, чуть ли не в несколько лет перерывы в повествовании.
«Дневник» Софья Островская сочиняла для публикации, чтобы заявить о себе, о чём говорит то, что в конце жизни она сделала машинописные копии дневника, которые в основном соответствуют рукописи, но при этом содержат элементы редактирования композиции. Например, она вносит в машинопись встречи и беседы с Ахматовой, вписывает несколько поэтических эпиграфов, а в конце дневника размещает свои стихотворения, подводящие итоги её жизни. Некоторым дневникам она даёт названия («Первая тетрадь войны»), а дневники 1927—1928 годов в основном содержат записи снов Островской.
Наиболее ценной и интересной частью «Дневника» являются записи Островской в блокадные годы. В нём выражено неоднозначное отношение Софьи Островской к советской власти, к службе в милиции, а затем к сотрудничеству с НКВД. Информации об обстоятельствах и масштабах секретной работы Островской в дневнике нет. Записи об Ахматовой, наряду с блокадными, занимают в нём значительное место. После смерти Софьи Островской «Дневник» был передан на хранение в Рукописный отдел Российской национальной библиотеки. Небольшие фрагменты из него, посвящённые Ахматовой, были впервые опубликованы в «Вестнике русского христианского движения» за 1989 год, а затем в сборнике «Анна Ахматова: Рro et Сontra» в 2001 году. Полностью «Дневник» Софьи Островской был издан в 2013 и в 2014 годах (дополнительным тиражом) в издательстве «Новое литературное обозрение» в серии «Россия в мемуарах» с комментариями Полины Барсковой и Татьяны Кузнецовой.
Дневник, по мнению Т. С. Поздняковой, является отражением эгоцентричности Островской, которая всегда стремилась продемонстрировать свою исключительность, ум, чувство юмора и утончённый вкус. Т. С. Позднякова сравнивала «Дневник» Островской с широко известным «Дневником» Л. В. Шапориной (создательницы первого в Советской России театра марионеток), отмечая, в частности, что у Островской нет каких-либо «проявлений антисемитизма и национал-шовинизма», характерных для Шапориной. Филолог Полина Барскова считает, что блокадный дневник Островской обладает двойной ценностью: он является историческим документом и «литературным достижением Софьи Островской, наиболее полным выражением её писательских амбиций». По мнению Барсковой, стиль автора ярок и выразителен, описания точны и динамичны. Удачно включён в дневник документальный материал: газетная информация, цены на «чёрном рынке».
Кандидат исторических наук Лев Лурье в рецензии на «Дневник» охарактеризовал его автора так: «Любила она только себя, тщательно анализировала всякую душевную флуктуацию». Дневниковые записи Островской, по его мнению, похожи «на плохой декадентский роман». В то же время он не оспаривает исторической ценности дневника:

«Книга неприятная, даже страшная. Но, как бы ни относиться к автору, перед нами свидетельство огромной ценности».— Лев Лурье. «Выходной Петербург». Дневник доносчицы
По мнению журналистки издания «Коммерсантъ» Анны Наринской, дневник Островской принадлежит к традиции женско-романтической, предназначенной для читателя, «и при этом на читателя заочно влюблённого». Для него характерна «восторженно-самокопательная стилистика», женское самолюбование — Островская, например, писала: «…я знаю цену себе, я чувствую это по глазам мужчин, по взглядам женщин». Знание о тайной деятельности автора, с точки зрения Наринской, превращает этот текст в «роман о любви, самоистязании, предательстве и манипуляции, а его создательницу — даже не просто в литературную героиню, а в один из главных фетишей нарратива XX века». Сама Софья Островская превращается в «ненадёжного рассказчика», центральную фигуру творчества Владимира Набокова и Кадзуо Исигуро.